# Tlaltizapán (község)
Tlaltizapán egy község Mexikó Morelos államának középső részén. 2010-ben lakossága kb. 49 000 fő volt, ebből mintegy 10 500-an laktak a községközpontban, Tlaltizapánban, a többi 38 500 lakos a község területén található 64 kisebb-nagyobb településen élt.

## Fekvése
A község Morelos állam középső részén, a Déli-Sierra Madre hegyei között terül el 800 és 1700 méteres tengerszint feletti magasságok között. A községközpont, Tlaltizapán a község közepén található, a legnagyobb település, Santa Rosa Treinte tőle nyugatra, míg Ticumán északra. A terület északi részén emelkedik a Monte Negro és a Cerro del Tigre nevű hegy. A csapadék egyenlőtlen időbeli eloszlása miatt kevés állandó vízfolyása van (a Cuautla, a Dulce, a Puente Blanco és a Yautepec), viszont több időszakos vízfolyás található a községben: az El Corralillo, az El Salitre, az El Sauce, a La Lagunita, a La Villa, a Panzacola, a Poza Honda, a Roque és a Ticumán.

## Élővilág
A növénytakaró jellemzője az alacsony, lombhullató fákból álló erdőség, a fő fajok a Lysiloma acapulcensis (tepehuaje), az Eysenhardtia polysta (palo dulce), a kopál, a Guazuma ulmifolia (cuahulote), az Acacia cochliacantha (cubata), a tamarindusz, a szilva, a Amphipterygium adstringens (cuachalalate), a mezquite, a brazilfa, a Psidium sartorianum (guayabillo), a vörös kínafa, valamint gyakori a késői laskagomba is.
A legjellemzőbb állatfajok a borz, a bűzösborzfélék, az övesállatok, a sas- és galambfélék (például a sirató gerle), csörgőkígyók, a fürj, a nyulak, a prérifarkasok, a skorpiók, a karvalyok, a leguán, az oposszumfélék, az Ortalis nem madarai, a fehértorkú szarkaszajkó, a hollókeselyű és a szarvasok.

## Népesség
A község lakóinak száma a közelmúltban egy rövid időszakot kivéve igen gyorsan növekedett, a változásokat szemlélteti az alábbi táblázat:
| Év   | Lakosság |
| ---- | -------- |
| 1990 | 37 497   |
| 1995 | 43 401   |
| 2000 | 45 272   |
| 2005 | 44 773   |
| 2010 | 48 881   |

## Települései
A községben 2010-ben 65 lakott helyet tartottak nyilván, de nagy részük igen kicsi: 16 településen 10-nél is kevesebben éltek. A jelentősebb helységek:
| Település                            | Lakosság (2010) |
| ------------------------------------ | --------------- |
| Santa Rosa Treinta                   | 16 691          |
| Tlaltizapán (községközpont)          | 10 563          |
| Ticumán                              | 3897            |
| Huatecalco                           | 3332            |
| Bonifacio García (Colonia Alejandra) | 2151            |
| Acamilpa                             | 1897            |
| Temimilcingo                         | 1560            |
| San Rafael Zaragoza                  | 1226            |
| Pueblo Nuevo                         | 1147            |
| Colonia Palo Prieto (Chipitongo)     | 1012            |